# Ross Thomson
Ross Thomson, né le 21 septembre 1987 à Aberdeen, est un homme politique britannique, membre du Parti conservateur écossais.

## Biographie
Ross Thomson est né et grandit à Aberdeen. Il est élu au conseil municipal de sa ville natale en 2012. L'année suivante, il est candidat au Parlement écossais lors d'une élection partielle organisée à la suite du décès de Brian Adam. Dans la circonscription d'Aberdeen Donside, il finit en quatrième position avec seulement 7,7 % des suffrages. Un résultat en baisse par rapport à son résultat de 2011 dans la même circonscription.
En 2016, il se présente aux élections écossaises dans la circonscription d'Aberdeen South and North Kincardine. Bien qu'il augmente le score des conservateurs dans la circonscription, il est battu par la députée du SNP Maureen Watt. Il est néanmoins élu au scrutin de liste dans le Nord-Est de l'Écosse. Le mois suivant, durant le référendum sur l'appartenance du Royaume-Uni à l'Union européenne, il est l'un des principaux soutiens du Leave en Écosse,.
Après deux échecs, en 2010 à Gordon et en 2015 à Aberdeen South, Ross Thomson est élu à la Chambre des communes du Royaume-Uni lors des élections anticipées de 2017, dans la circonscription d'Aberdeen South. Avec 18 746 bulletins en sa faveur, il devance le député sortant, le nationaliste Callum McCaig, de 4 752 voix.
En février 2019, la police le force à quitter le Strangers' Bar, un pub de la Chambre des communes, après des accusations d'attouchements sexuels sur plusieurs clients. Aucune plainte n'est cependant déposée. En novembre suivant, son collègue travailliste Paul Sweeney dénonce également des attouchements sexuels de la part d'un Thomson ivre, dans le même bar. S'il nie les accusations, Ross Thomson démissionne quelques jours plus tard,. En décembre, son siège est remporté par le Parti national écossais. Ross Thomson est un ardent défenseur du Brexit,. En 2019, il dirige la campagne de Boris Johnson en Écosse.

## Vie privée
Ross Thomson est ouvertement homosexuel.